# Victor Örnbergs hederspris

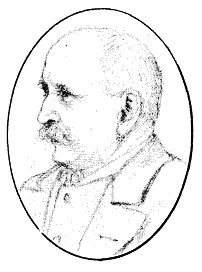
Victor Örnberg som gett namn åt hederspriset var en framstående släktforskare och arkivman.

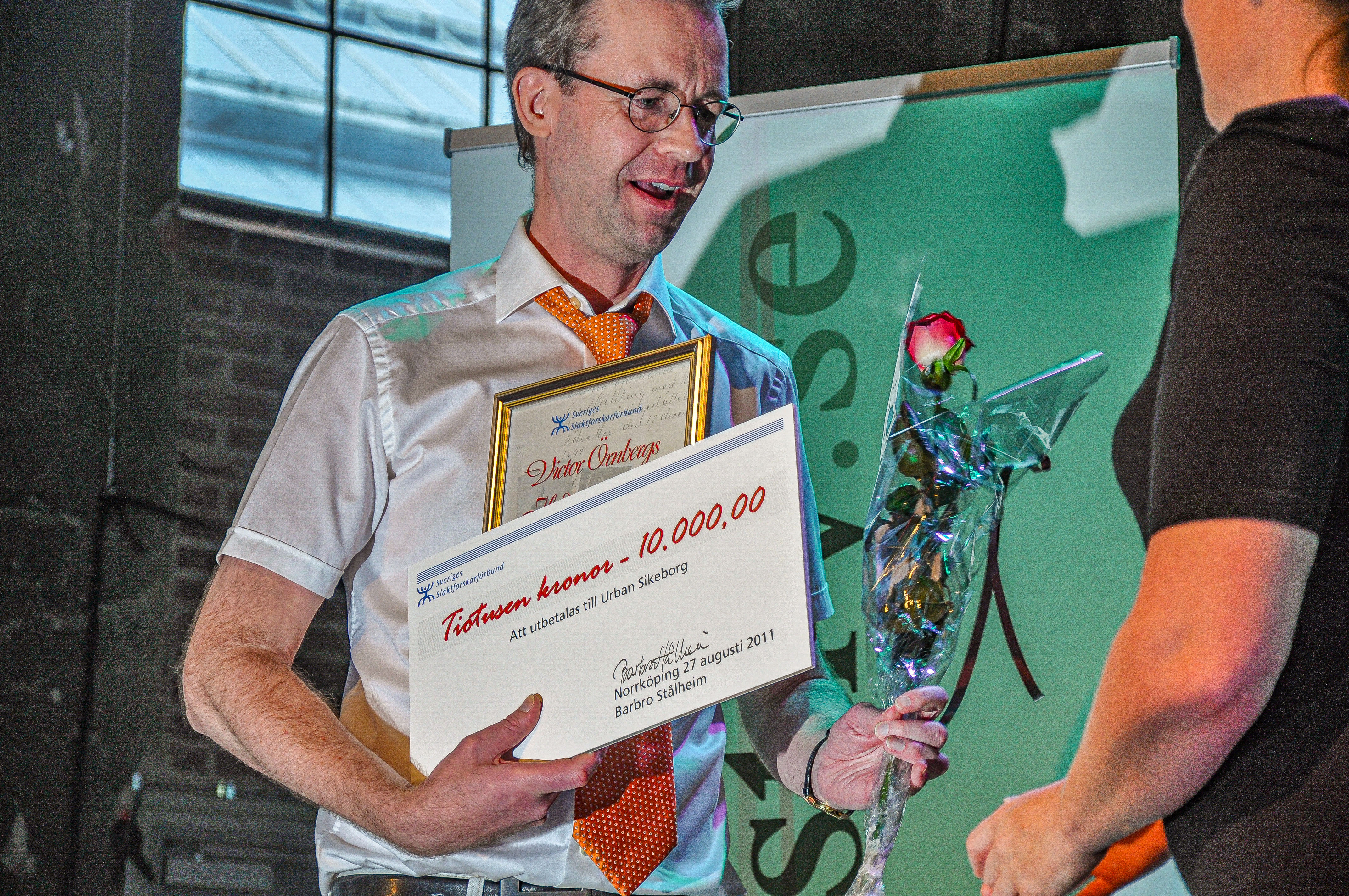
Urban Sikeborg tar emot Victor Örnbergs hederspris vid Släktforskardagarna i Norrköping. 27 augusti 2011.

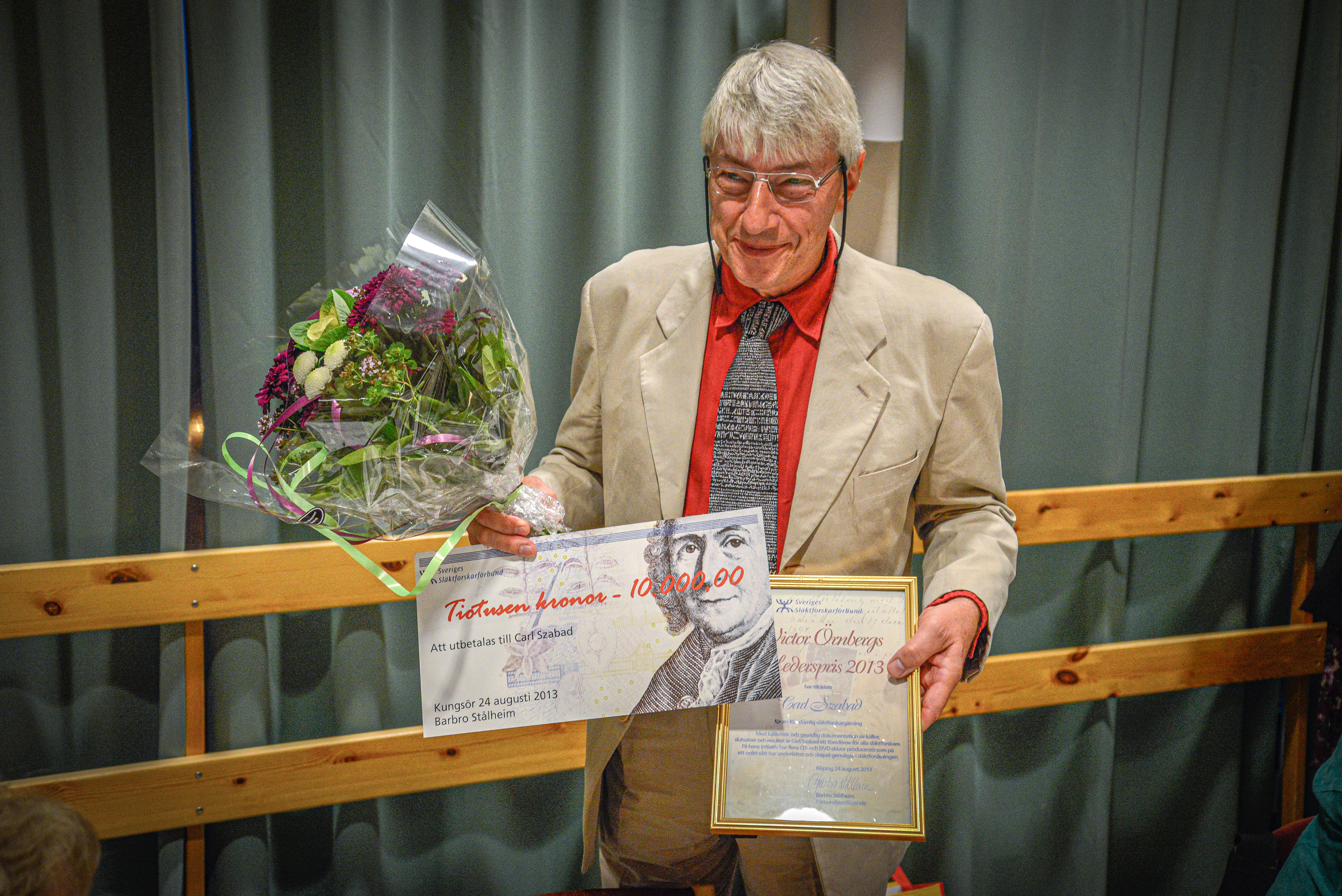
Carl Szabad tar emot Victor Örnbergs hederspris under Släktforskardagarna i Köping. 24 augusti 2013.

Victor Örnbergs hederspris är ett pris som årligen delas ut till framstående svenska släktforskare. Sveriges Släktforskarförbund instiftade Victor Örnbergs minnesfond 1988. I fondhandlingen står det:
"För att hedra Victor Örnbergs minne och uppmärksamma speciellt framstående släktforskare skall Victor Örnbergs hederspris utdelas en gång om året. Utdelningen ska ske i samband med förbundsstämman."
Hederspriset har hittills delats ut till följande personer:
- 1990: Hans Gillingstam (1925–2016), Solna.
- 1991: Sven Bankeström (1913–2003), Motala.
- 1992: Pontus Möller (1921–2009).
- 1993: Algot Hellbom (1903–1996), Hässelby.
- 1994: Nils William Olsson (1909–2007), Winter Park, Florida.
- 1995: Ullagreta Carlsson (1924–2019), Bromma.[1]
- 1996: Per Clemensson (1936–2020), Göteborg.
- 1997: Sperling Bengtsson (1920–1998), Haverdal.
- 1998: Teo Sundin (1921–2014), Sundsvall, och sonen Per Sundin (född 1949), Örnsköldsvik.
- 1999: Nils Sundelius (1910–2009), Hässelby.
- 2000: Mari-Anne Olsson (född 1940), Huddinge.
- 2001: Bertil Grundström.(1929–2014), Sandviken
- 2002: Kjell Lindblom (född 1943), Stockholm.
- 2003: Thea Hälleberg (1918–2014), Stockholm och Sorsele.
- 2004: Thord Bylund (1939–2013).
- 2005: Martin Pehrson (1917–2014), Uddevalla.[2]
- 2006: Elisabeth Thorsell (född 1945), Järfälla.
- 2007: Bo Lindwall (född 1953), Södertälje, sedermera Linköping.
- 2008: Olof Cronberg (född 1964), Växjö.
- 2009: Stig Östenson (född 1937), Osby.
- 2010: Gunilla Nordlund och Elisabeth Renström.
- 2011: Urban Sikeborg (född 1963), Sollentuna.
- 2012: Ingen prisutdelning.
- 2013: Carl Szabad (1947–2015), Enskede.
- 2014: Elsa Sjödahl (1917–2018), Göteborg.
- 2015: Håkan Skogsjö (född 1958), Mariehamn, Åland.
- 2016: Anna-Lena Hultman (född 1949), Ulricehamn.
- 2017: Peter Olausson (född 1956), Värmlands-Nysäter.
- 2018: Michael Lundholm (född 1959), Vällingby.
- 2019: Örjan Hedenberg (född 1952), Järfälla.[3]
- 2020: Ulf Berggren (född 1961), Spånga.
- 2021: Olle Elm (född 1949), Lindome.
- 2022: Peter Sjölund (född 1966), Älandsbro.
- 2023: Kerstin Jonmyren (född 1941), Nyköping.
- 2024: Sebastian Casinge (född 1973), Årsta.[4]
- 2025: Thomas Fürth[5]